# 里卡爾多帕爾馬區
11°55′25″S 76°39′54″W / 11.9237°S 76.6649°W
里卡爾多帕爾馬區（西班牙語：Distrito de Ricardo Palma），是秘魯的一個區，位於該國中南部利馬大區的瓦羅奇里省，始建於1944年9月15日，面積34.6平方公里，海拔高度966米，2005年人口6,709，人口密度每平方公里190人。